# Muzułmański Cmentarz Kaukaski
Muzułmański Cmentarz Kaukaski – zabytkowy cmentarz muzułmański znajdujący się w Warszawie przy ulicy Młynarskiej 60.
W lipcu 2014 cmentarz, razem z pięcioma innymi nekropoliami tworzącymi zespół zabytkowych cmentarzy wyznaniowych na Powązkach, został uznany za pomnik historii.

## Historia
Muzułmański Cmentarz Kaukaski jest starszym z dwóch (drugi to Muzułmański Cmentarz Tatarski) istniejących w Warszawie cmentarzy muzułmańskich. Jest położony pomiędzy cmentarzami: żydowskim i ewangelicko-augsburskim. Powstał na gruntach zakupionych w 1830 roku za 2152 ruble od warszawskiej parafii ewangelicko-augsburskiej. Został założony w latach 1838−1839. Przy bramie znajdował się niewielki dom, zajmowany przez dozorcę cmentarnego.
Nekropolia była użytkowana do 1867. Chowano na niej żołnierzy wyznania muzułmańskiego z wojska rosyjskiego oraz przyjezdnych kupców i mieszkańców Warszawy. Cmentarz zamknięto po 30 latach użytkowania. 
Podczas powstania warszawskiego cmentarz wraz z sąsiadującymi cmentarzami ewangelickimi był terenem ciężkich walk. Broniły go bataliony „Wigry” i „Antoni” Armii Krajowej.
Obecnie cmentarz ponownie jest czynny. Chowani są tu uchodźcy z Czeczenii.
Nekropolia ma powierzchnię ok. 1000 m². 

## Pochowani
- Jan Buczacki (zm. 1851) – polski Tatar, uważany kiedyś za pierwszego tłumacza Koranu na język polski
- Zachariasz Kieński (zm. 1857) – generał[5]

## Galeria

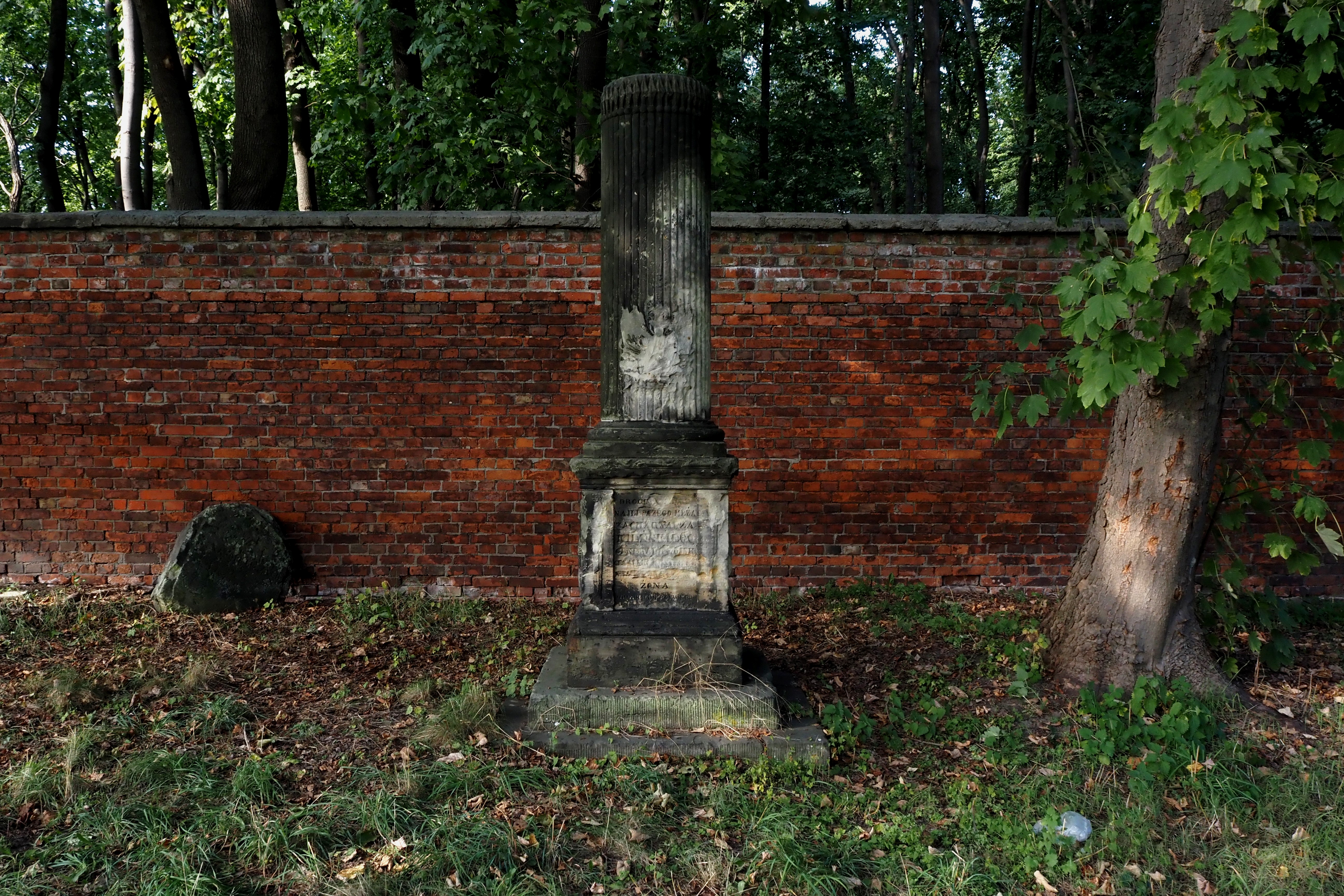
Grób gen. Zachariasza Kieńskiego i jego żony Wilhelminy z Pahlenów, w tle nagrobek Adama Buczackiego
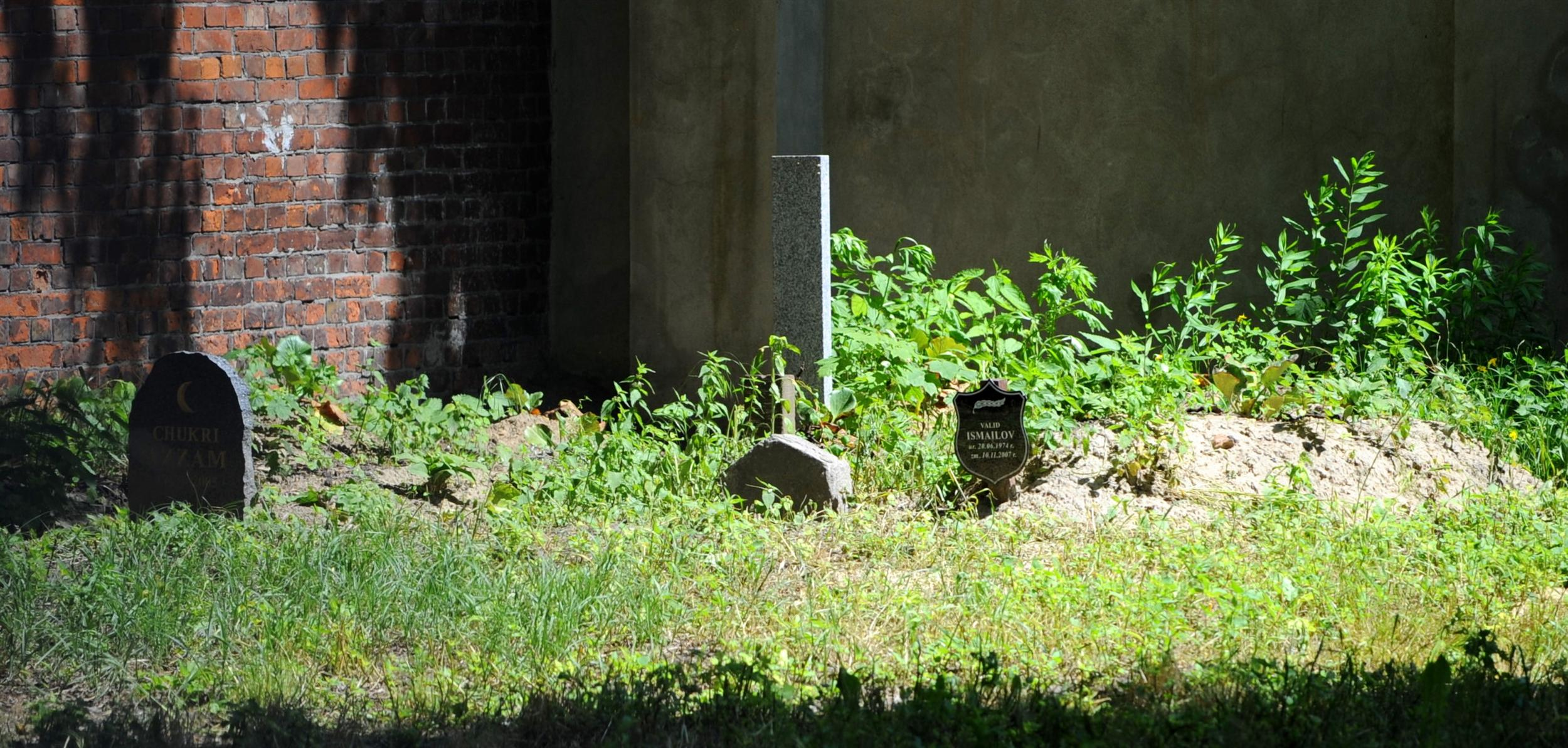
Nagrobki na cmentarzu